# Liensfelder Au
Die Liensfelder Au (auch Klenzauer Seeau) ist ein Bach in Schleswig-Holstein. Er wurde nach der Bosauer Dorfschaft Liensfeld (bzw. dem Klenzauer See) benannt.

## Verlauf
Die Liensfelder Au entspringt südwestlich von Liensfeld auf etwa 45 m Höhe. Sie durchfließt den Rastlebener See und den 1996 wiederhergestellten Klenzauer See, bis sie dann südlich von Braak in die Majenfelder Au mündet. 